# سافورد
سافورد (بالإنجليزية: Safford, Arizona)‏ هي مدينة تقع في مقاطعة غراهام، أريزونا بولاية أريزونا في الولايات المتحدة. تبلغ مساحة هذه المدينة 22.2 (كم²)، وترتفع عن سطح البحر 889 م، بلغ عدد سكانها 9566 نسمة في عام 2010 حسب إحصاء مكتب تعداد الولايات المتحدة وتصل الكثافة السكانية فيها 429.5 نسمة/كم2.

## التركيبة السكانية
حدّد مكتب تعداد الولايات المتحدة بيانات التركيبة السكانية لسافورد في تعداد الولايات المتحدة. في ما يلي، التركيبة السكانية حسب تعدادي 2000 و2010.

### تعداد عام 2000
بلغ عدد سكان سافورد 9,232 نسمة بحسب تعداد عام 2000، وبلغ عدد الأسر 3,331 أسرة وعدد العائلات 2,395 عائلة مقيمة في المدينة. في حين سجلت الكثافة السكانية 414.7 نسمة لكل كيلومتر مربع (1,074.1/ميل2). وبلغ عدد الوحدات السكنية 3,718 وحدة بمتوسط كثافة قدره 167 لكل كيلومتر مربع (432.5/ميل2).
وتوزع التركيب العرقي للمدينة بنسبة 75.17% من البيض و1.41% من الأمريكيين الأفارقة و1.01% من الأمريكيين الأصليين و0.93% من الأمريكيين ذوي الأصول الآسيوية و0.04% من سكان جزر المحيط الهادئ و18.56% من الأعراق الأخرى و2.88% من عرقين مختلطين أو أكثر و39.72% من الهسبانيون أو اللاتينيون من أي عرق.
بلغ عدد الأسر 3,331 أسرة كانت نسبة 40.3% منها لديها أطفال تحت سن الثامنة عشر تعيش معهم، وبلغت نسبة الأزواج القاطنين مع بعضهم البعض 52.3% من أصل المجموع الكلي للأسر، ونسبة 15% من الأسر كان لديها معيلات من الإناث دون وجود شريك، بينما كانت نسبة 4.5% من الأسر لديها معيلون من الذكور دون وجود شريكة وكانت نسبة 28.1% من غير العائلات. تألفت نسبة 25% من أصل جميع الأسر من عدة أفراد يعيشون في نفس المنزل ونسبة 13% كانت تتألف من شخص يعيش بمفرده يبلغ من العمر 65 عاماً أو أكثر. وبلغ متوسط حجم الأسرة المعيشية 2.70، أما متوسط حجم العائلات فبلغ 3.22.
بلغ العمر الوسطي للسكان 33.7 عاماً. وكانت نسبة 30.1% من القاطنين تحت سن الثامنة عشر، وكانت نسبة 9.3% بين الثامنة عشر والرابعة والعشرين عاماً، ونسبة 23.8% كانت واقعةً في الفئة العمرية ما بين الخامسة والعشرين والرابعة والأربعين عاماً، ونسبة 18.9% كانت ما بين الخامسة والأربعين والرابعة والستين، ونسبة 15.3% كانت ضمن فئة الخامسة والستين عاماً فما فوق. يوجد لكل 100 أنثى 91.2 ذكر، ويوجد لكل 100 أنثى في الثامنة عشر من عمرها فما فوق 83.1 ذكر.
بلغ متوسط دخل الأسرة في المدينة 29,899 دولارًا، أما متوسط دخل العائلة فبلغ 36,696 دولارًا. وكان متوسط دخل الذكور 35,915 دولارًا مقابل 20,138 دولارًا للإناث. وسجل دخل الفرد الخاص بالمدينة 14,052 دولارًا. وكانت نسبة 13.9% من العائلات ونسبة 17.3% من السكان تحت خط الفقر، وكان من هؤلاء نسبة 26.6% تحت سن الثامنة عشر ونسبة 10.5% في الخامسة والستين من العمر وما فوق.

### تعداد عام 2010
بلغ عدد سكان سافورد 9,566 نسمة بحسب تعداد عام 2010، وبلغ عدد الأسر 3,385 أسرة وعدد العائلات 2,358 عائلة مقيمة في المدينة. في حين سجلت الكثافة السكانية 429.7 نسمة لكل كيلومتر مربع (1,112.9/ميل2). وبلغ عدد الوحدات السكنية 3,908 وحدة بمتوسط كثافة قدره 175.6 لكل كيلومتر مربع (454.8/ميل2).
وتوزع التركيب العرقي للمدينة بنسبة 81.42% من البيض و1.21% من الأمريكيين الأفارقة و1.60% من الأمريكيين الأصليين و0.89% من الأمريكيين ذوي الأصول الآسيوية و0.05% من سكان جزر المحيط الهادئ و11.10% من الأعراق الأخرى و3.72% من عرقين مختلطين أو أكثر و43.55% من الهسبانيون أو اللاتينيون من أي عرق.
بلغ عدد الأسر 3,385 أسرة كانت نسبة 39.4% منها لديها أطفال تحت سن الثامنة عشر تعيش معهم، وبلغت نسبة الأزواج القاطنين مع بعضهم البعض 46% من أصل المجموع الكلي للأسر، ونسبة 17.5% من الأسر كان لديها معيلات من الإناث دون وجود شريك، بينما كانت نسبة 6.2% من الأسر لديها معيلون من الذكور دون وجود شريكة وكانت نسبة 30.3% من غير العائلات. تألفت نسبة 26% من أصل جميع الأسر من عدة أفراد يعيشون في نفس المنزل ونسبة 11.7% كانت تتألف من شخص يعيش بمفرده يبلغ من العمر 65 عاماً أو أكثر. وبلغ متوسط حجم الأسرة المعيشية 2.75، أما متوسط حجم العائلات فبلغ 3.31.
بلغ العمر الوسطي للسكان 31.6 عاماً. وكانت نسبة 30% من القاطنين تحت سن الثامنة عشر، وكانت نسبة 10.7% بين الثامنة عشر والرابعة والعشرين عاماً، ونسبة 23.6% كانت واقعةً في الفئة العمرية ما بين الخامسة والعشرين والرابعة والأربعين عاماً، ونسبة 21% كانت ما بين الخامسة والأربعين والرابعة والستين، ونسبة 14.6% كانت ضمن فئة الخامسة والستين عاماً فما فوق. وتوزع التركيب الجنسي للسكان بنسبة 48.5% ذكور و51.5% إناث.

## المناخ
يظهر الجدول التالي التغييرات المناخية على مدار السنة لسافورد:
| البيانات المناخية لـسافورد                     | البيانات المناخية لـسافورد | البيانات المناخية لـسافورد | البيانات المناخية لـسافورد | البيانات المناخية لـسافورد | البيانات المناخية لـسافورد | البيانات المناخية لـسافورد | البيانات المناخية لـسافورد | البيانات المناخية لـسافورد | البيانات المناخية لـسافورد | البيانات المناخية لـسافورد | البيانات المناخية لـسافورد | البيانات المناخية لـسافورد | البيانات المناخية لـسافورد |
| الشهر                                          | يناير                      | فبراير                     | مارس                       | أبريل                      | مايو                       | يونيو                      | يوليو                      | أغسطس                      | سبتمبر                     | أكتوبر                     | نوفمبر                     | ديسمبر                     | المعدل السنوي              |
| ---------------------------------------------- | -------------------------- | -------------------------- | -------------------------- | -------------------------- | -------------------------- | -------------------------- | -------------------------- | -------------------------- | -------------------------- | -------------------------- | -------------------------- | -------------------------- | -------------------------- |
| الدرجة القصوى °ف (°م)                          | 79 (26)                    | 82 (28)                    | 97 (36)                    | 100 (38)                   | 108 (42)                   | 114 (46)                   | 113 (45)                   | 108 (42)                   | 107 (42)                   | 100 (38)                   | 89 (32)                    | 78 (26)                    | 114 (46)                   |
| متوسط درجة الحرارة الكبرى °ف (°م)              | 60.2 (15.7)                | 65.3 (18.5)                | 71.2 (21.8)                | 79.6 (26.4)                | 88.7 (31.5)                | 98.3 (36.8)                | 98.4 (36.9)                | 96.1 (35.6)                | 92.1 (33.4)                | 82.1 (27.8)                | 69.2 (20.7)                | 60.2 (15.7)                | 80.1 (26.7)                |
| متوسط درجة الحرارة الصغرى °ف (°م)              | 29.0 (−1.7)                | 32.7 (0.4)                 | 37.7 (3.2)                 | 43.1 (6.2)                 | 51.5 (10.8)                | 60.7 (15.9)                | 67.9 (19.9)                | 66.4 (19.1)                | 59.3 (15.2)                | 47.2 (8.4)                 | 34.9 (1.6)                 | 28.6 (−1.9)                | 46.6 (8.1)                 |
| أدنى درجة حرارة °ف (°م)                        | 9 (−13)                    | 9 (−13)                    | 16 (−9)                    | 26 (−3)                    | 28 (−2)                    | 39 (4)                     | 48 (9)                     | 47 (8)                     | 37 (3)                     | 23 (−5)                    | 15 (−9)                    | 7 (−14)                    | 7 (−14)                    |
| معدل هطول الأمطار إنش (مم)                     | 0.74 (19)                  | 0.78 (20)                  | 0.61 (15)                  | 0.22 (5.6)                 | 0.27 (6.9)                 | 0.31 (7.9)                 | 1.45 (37)                  | 1.72 (44)                  | 1.12 (28)                  | 1.10 (28)                  | 0.56 (14)                  | 0.91 (23)                  | 9.79 (248.4)               |
| متوسط الأيام الممطرة (≥ 0.01 inch)             | 5.0                        | 4.8                        | 4.5                        | 2.1                        | 2.2                        | 2.2                        | 7.8                        | 8.0                        | 5.3                        | 4.4                        | 3.5                        | 5.1                        | 54.9                       |
| المصدر: الإدارة الوطنية للمحيطات والغلاف الجوي |                            |                            |                            |                            |                            |                            |                            |                            |                            |                            |                            |                            |                            |

## أعلام
- أليوت جونسون
- فرد مورتنسن
- د. جاي كاراسكو
- دوغلاس لايتون
- فرانك ر. زاباتا

## وصلات خارجية
- http://www.cityofsafford.us/